# Kunyoaw Guure
Kunyoaw Guure (ook: Kunyo Aw Gurow, Kunyaaw Guure) is een gehucht in het district Baraawe in de gobolka (regio) Neder-Shabelle in Zuid-Somalië.
Kunyoaw Guure ligt op korte afstand van de verharde hoofdweg van Mogadishu naar het zuiden, hemelsbreed ca. 124 km ten zuidwesten van Mogadishu en ca. 56 km ten noordoosten van Baraawe, de districtshoofdstad. Het dorp ligt 5,3 km van de kust van de Indische Oceaan. De kuststrook zelf is onbewoond. Dorpen in de buurt zijn Shelombol, Marian Guwaay, Yaaq Kunto en Abuu Sheegow, die ook allemaal op enige afstand van de kust liggen.
Klimaat: Kunyoaw Guure heeft een tropisch savanneklimaat. De gemiddelde jaartemperatuur is 26,1 °C. April is de warmste maand, gemiddeld 27,7 °C; augustus is het koelste, gemiddeld 24,7 °C. De jaarlijkse regenval bedraagt ca. 405 mm (ter vergelijking: in Nederland ca. 800 mm). Van december t/m maart is er een lang droog seizoen, direct gevolgd door een nat seizoen van april-juni. In de periode juli-november regent het af en toe, maar lijkt geen sprake van een echt regenseizoen. April is de natste maand met ca. 83 mm neerslag. Overigens kan e.e.a. van jaar tot jaar sterk verschillen.